# Chiesa di San Bernardino in Panisperna
La chiesa di San Bernardino in Panisperna, anche nota con il nome San Bernardino da Siena ai Monti, è un luogo di culto cattolico di Roma, nel rione Monti, in via Panisperna.

## Storia
Essa sorge sulle rovine dell'antico monastero di santa Veneranda, ove papa Clemente VIII (1592-1605) trasferì le monache terziarie francescane che erano in sant'Eufemia. La chiesa fu costruita, a cavallo del XVI e XVII secolo, sopra un edificio ellittico (la cui forma mantiene) e consacrata solennemente nel 1625.
Nella cupola sono dipinti affreschi di Bernardino Gagliardi raffiguranti la Gloria di san Bernardino e di altri santi francescani. In una cappella laterale vi è il Crocifisso dinanzi al quale soleva sostare in preghiera santa Brigida. Sulla porta della sacrestia vi è un dipinto di Giovanni Baglione raffigurante Santa Chiara affiancata da Sant'Antonio da Padova e Sant'Agata, proveniente dalla chiesa scomparsa di Santa Croce a Montecitorio.
Armellini aggiunge che
Dal 2003 la chiesa è officiata dalla comunità dei cristiani cinesi di Roma.

## Bibliografia

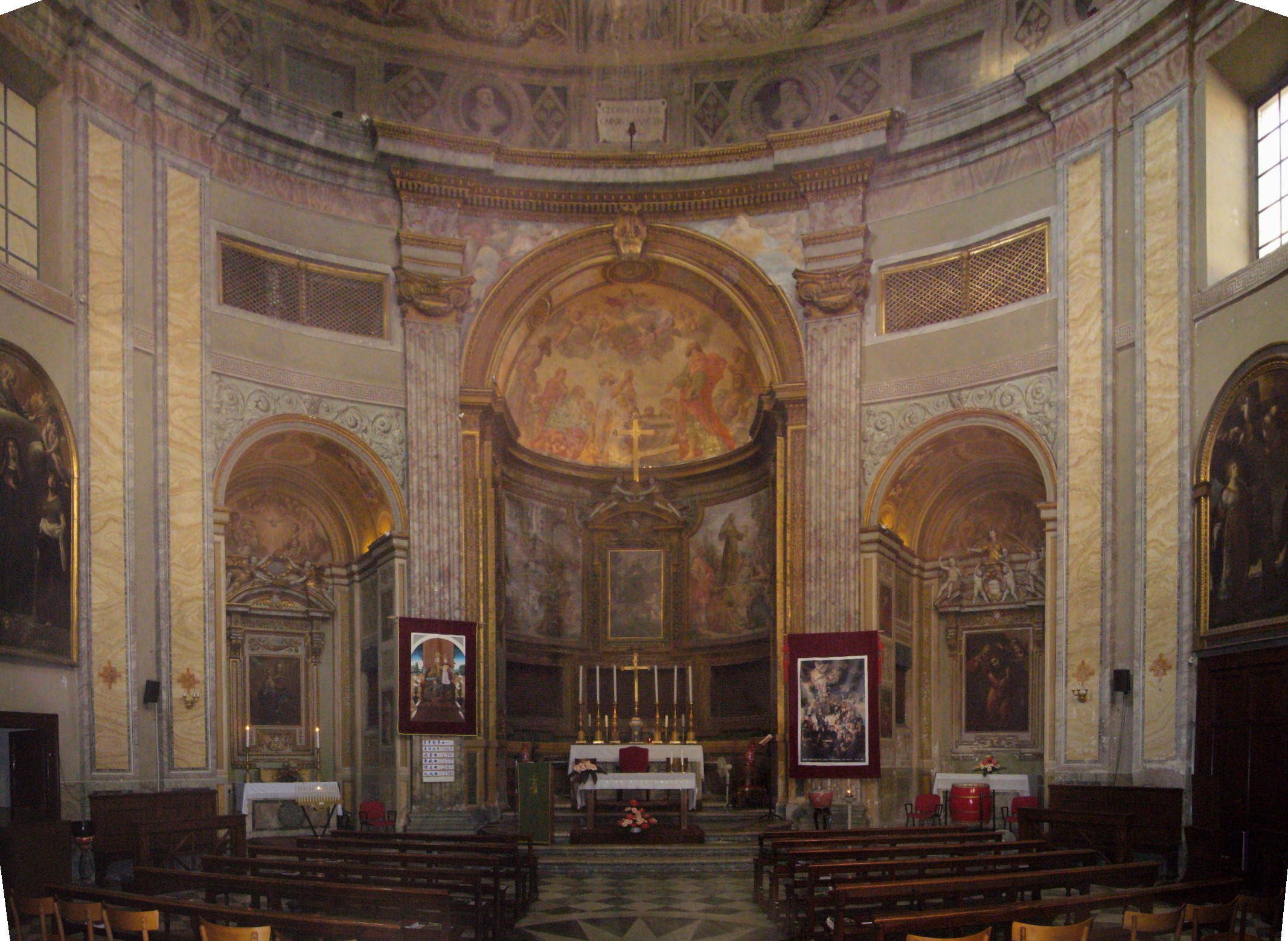
L'interno